# 维尔纳·瑙曼
维尔纳·瑙曼（德語：Werner Naumann；1909年6月16日—1982年10月25日）是一位德国公务员、政客。納粹德國时期，他曾在約瑟夫·戈培爾的国民教育与宣传部中担任国务秘书。阿道夫·希特勒在希特勒遺囑中決定晋升戈培尔为德国总理，瑙曼则被任命为宣传部长。瑙曼曾于1945年4月末身處元首地堡。
1945年5月1日，瑙曼率领3号突围组离开元首地堡，试图逃出包围圈。该组人员中有马丁·鲍曼、汉斯·鲍尔、路德维希·施东弗埃格以及阿图尔·阿克斯曼。埃里希·肯普卡在纽伦堡审判上作证称自己最后一次看到瑙曼时，突围小组正在穿越魏登丹默桥，当时柏林城里战火纷飞，一枚苏军火箭弹就在鲍曼附近爆炸，走在鲍曼前面的瑙曼距前者约有一米远。据阿克斯曼回忆，为突围小组打头阵的是一辆虎II坦克，初次尝试冲过桥梁未果，坦克便被击毁。坦克被击中时，鲍曼、施东弗埃格以及阿克斯曼本人都“被掀翻在地”。阿克斯曼爬进一个弹坑，与瑙曼、鲍曼、鲍尔以及施东弗埃格会合；这些人都成功过了桥。最终，第3突围小组里只有瑙曼和阿克斯曼逃出了被红军包围的柏林，來到德国西部。
德国战败后，瑙曼用假名生活了5年。1950年特赦过后，他再度浮出水面，与很多极右翼分子（包括汉斯-乌尔里希·鲁德尔、恩斯特·阿申巴赫、阿图尔·阿克斯曼、奧托·斯科爾茲內等等）恢复了联系。这些人曾在大约两年的时间里对自由民主党进行了渗透。1953年1月16日，瑙曼因试图领导新纳粹组织渗透进西德政党而被英國陸軍逮捕。這一批試圖滲透的人又被稱為瑙曼圈子。在康拉德·阿登纳政府新加入的宪法条款的约束下，被定性为“罪犯”的瑙曼被判终生不得参与选举。瑙曼在被关押7个月后获释。他后来成为了吕登沙伊德的一家钢铁公司的经理，而该公司的所有者正是戈培尔的继子哈罗德·匡特。1953年，瑙曼的著作《Nau Nau gefährdet das Empire?》由出版社Dürer Haus出版。Dürer Haus后被查封，但依旧在阿根廷运作。瑙曼于1953年7月28日出狱。
瑙曼还曾传播过马丁·鲍曼活到了战后的流言，据他称，鲍曼不仅活着，而且“还是个苏联间谍，当年在柏林，他肯定早就安排好了在何处与红军先头部队碰头…鲍曼现在就住在莫斯科”，这流言一度在中央情报局内部引起震动。